# Scaphiophryninae
A Scaphiophryninae a kétéltűek (Amphibia) osztályába, a békák (Anura) rendjébe és a szűkszájúbéka-félék (Microhylidae) családjába tartozó alcsalád.

## Elterjedése
Az alcsaládba tartozó fajok Dél-Amerikában honosak.

## Rendszerezésük
Az alcsaládba tartozó nemek:
- Paradoxophyla Blommers-Schlösser & Blanc, 1991
- Scaphiophryne Boulenger, 1882